# Konrad Kupfer
Konrad Kupfer (* 13. September 1883 in Thurn bei Heroldsbach, Bezirksamt Forchheim; † 20. September 1965 in Forchheim) war ein deutscher Gymnasiallehrer und oberfränkischer Heimatforscher.

## Leben und Werk
Konrad Kupfer war der Sohn des Bäckermeisters und Gastwirts Andreas Kupfer und wuchs in Hausen (bei Forchheim) auf. Er besuchte das Alte Gymnasium in Bamberg bis zur Abitur 1903. Anschließend studierte er zwei Semester am Lyzeum in Bamberg, fünf Semester an der Universität Erlangen und ein Semester an der Universität München. 1907 legte er das Staatsexamen in Deutsch, Geschichte und Geographie ab. Er wurde Lehramtspraktikant an einer Oberrealschule in München, 1909 Assistent an Realschule in Neuburg an der Donau, 1913 Lehrer an der Realschule in Zweibrücken. Daneben beschäftigte er sich weiter mit Kunstgeschichte und wurde 1914 an der Universität Erlangen bei Friedrich Haack mit einer Dissertation zu dem oberfränkischen Bildhauer Friedrich Theiler promoviert. Später wurde er Gymnasiallehrer in Nürnberg, nach 1945 Direktor des Gymnasiums in Forchheim.
Neben seiner Tätigkeit als Lehrer beschäftigte er sich mit der Heimatkunde seiner oberfränkischen Heimat, insbesondere von Forchheim und Horben, und war von 1951 bis zu seinem Tode ehrenamtlicher Leiter des Pfalzmuseums in Forchheim.
1952 erhielt er das Bundesverdienstkreuz am Bande. 1957 wurde er Ehrenbürger von Hausen, wo auch die Kupferstraße nach ihm benannt ist. Am 13. Dezember 1959 wurde er Ehrenbürger von Forchheim.

## Veröffentlichungen (Auswahl)
- Leben und Werke des Bildhauers Friedrich Theiler aus Ebermannstadt. Erlangen 1916 (Dissertation, archive.org).
- Der Bildhauer Friedrich Theiber aus Ebermannstadt und die Künstlerfamilie Mutschelle (= Beiträge zur fränkischen Kunstgeschichte. 7). Blaesing, Erlangen 1917 (Erweiterte Fassung der Dissertation).
- Das Bildersammeln. Die Anlage einer billigen Hausbilderei als Gegenstück zur Hausbücherei. Hachmeister & Thal, Leipzig 1920.
- Zur oberfränkischen Volks- und Altertumskunde (= Fränkische Bücherei. 3). C. Gießel, Bayreuth 1926.
- Erläuterungen zu Hebbels „Agnes Bernauer“ (= Schöninghs Erläuterungsschriften zu deutschen und ausländischen Schriftstellern. 33). F. Schöningh, Paderborn 1928.
- Die Pfarrkirche St. Wolfgang zu Hausen bei Forchheim (= Bamberger Hefte für fränkische Kunst und Geschichte. 12). St. Otto-Verlag, Bamberg 1930.
- Die fränkischen Wasserschöpfräder. Ein Beitrag zur Geschichte der Technik, Wiesenkultur und Volkskunde. Palm & Enke, Erlangen 1931.
- Grundbegriffe und Gesichtspunkte zum Verständnis der Geschichte, Literatur und Erdkunde und als Hilfsmittel für den deutschen Aufsatz. Buchners Verlag, Bamberg 1932.
- Festschrift zur Feier des 50jährigen Bestehens der Anstalt. Gymnasium mit Oberrealschule Forchheim 1899–1949. Forchheim 1949
- Ein Jahrhundert Folien aus Forchheim. 100 Jahre Folienfabrik Forchheim G.m.b.H. 1854–1954. Festschrift. Forchheim 1954.
- Jugendjahre im Forchheimer Land. Erinnerungen. Spindler, Nürnberg 1955.
- Sankt-Martin-Pfarrei Forchheim, Oberfranken. Kirche und Gemeinde. Libertas Verlag für Kirche und Heimat, Erolzheim 1955.
- Geschichte des Dorfes Hausen bei Forchheim, Obfr. Streit, Forchheim 1956 (Nachdruck: Gürtler, Forchheim/Ofr.  1985, OCLC 633506168).
- Zur ehemaligen Naturalwirtschaft im bäuerlichen und bürgerlichen Leben. Spindler, Nürnberg 1958.
- Forchheim, Geschichte einer alten fränkischen Stadt. Spindler, Nürnberg 1960. 2. Auflage 1987. 4. Auflage 1998, ISBN 3-88929-068-X.
- Heitere altfränkische Geschichten. Spindler, Nürnberg 1964.